# Lưu Nghĩa (Đại vương)
Lưu Nghĩa (chữ Hán: 刘义, ? - 95 TCN), tức Đại Cương vương (代刚王), hay Thanh Hà Cương vương (清河刚王), là vương chư hầu của nhà Hán trong lịch sử Trung Quốc.
Lưu Nghĩa là con trưởng của Đại Cung vương Lưu Đăng, chắt của Hán Văn Đế. Năm 133 TCN, Lưu Đăng hoăng hà, Lưu Nghĩa kế tập tước vị Đại vương.
Nước Đại từ đời Hiếu vương Lưu Tham vẫn định đô ở Tấn Dương qua khoảng 60 năm. Đến năm 114 TCN, Hán Vũ Đế lấy cớ Thường Sơn hiểm trở, dời Lưu Nghĩa sang đất Thanh Hà. Đó là sự kiện duy nhất Hán thư ghi lại về cuộc đời của Lưu Nghĩa.
Năm 95 TCN, Lưu Nghĩa qua đời. Ông làm Đại vương 19 năm, ở đất Thanh Hà 19 năm, được tôn thụy là Cương vương. Do ông định đô ở Thanh Hà nên còn được gọi là Thanh Hà Cương vương. Con ông là Lưu Dương lên kế tập.